# Erilaz
Erilaz (Eigenschreibweise ErilaZ) ist eine finnische Aggrotech- und Metal-Band aus Helsinki, die 2005 gegründet wurde.

## Geschichte
Die Band wurde 2005 als Soloprojekt gegründet, erweiterte sich über die Zeit jedoch zu einer kompletten Band. Die Gruppe war auf dem Sampler Downtown Metal zu hören und auch Remixe von Songs sind auf Veröffentlichungen von Beati Mortui, Kuroshino und Powermouth vertreten. Auf der 2012er EP First of the Vortices sind drei Lieder sowie ein Remix von SG.7 enthalten. 2013 erschien das Debütalbum Black God of the Hunt, wie auch die EP, bei Danse Macabre. Die Band hat bisher Auftritte und Konzerte in Finnland abgehalten und war auch live in Estland zu sehen. Dabei hat sie unter anderem zusammen mit Gruppen wie Hocico, Hanzel und Gretyl und Diary of Dreams gespielt.

## Stil
Alex von Metal.de schrieb in seiner Rezension zu First of the Vortices, dass man die Musik hiervon zwischen Industrial, EBM und Electro einordnen kann. Die Songs seien vielschichtig und unberechenbar, der Gesang sei unverzerrt und meist mit einer düsteren Atmosphäre. Durch den schleppenderen Charakter und die eingesetzten Breakbeats passe das Lied Unknown Dark Horizons nicht so ganz zum Rest der EP.
Ilker Yücel von regenmag.com bezeichnete Black God of the Hunt als eine Mischung aus der Wut des Industrial Metal und der Energie des EBM und Electro. Textlich fokussiere man sich hauptsächlich auf die altertümliche Naturwelt Nordeuropas. Dabei gelinge es der Band, klassisch zu klingen und doch modern zu wirken. Der Gesang reiche vom beißenden Growling bis hin zum leidenschaftlichen melodischen Wehklagen.

## Diskografie
- 2012: First of the Vortices (EP, Danse Macabre)
- 2013: Black God of the Hunt (Album, Danse Macabre)
- 2014: To See the World Burn (Download-Single, ohne Label)